# Front démocratique (Bosnie-Herzégovine)
Pour les articles homonymes, voir Front démocratique.
Le Front démocratique (serbo-croate: Demokratska fronta, DF / Демократски фронт, ДФ) est un parti politique multi-ethnique social démocratique et social-libéral de Bosnie-Herzégovine. Son dirigeant actuel et fondateur est Željko Komšić, également membre croate de la Présidence de la Bosnie-Herzégovine.

## Histoire
Željko Komšić, président croate de la présidence bosnienne depuis les élections présidentielles de 2006 décide de quitter le Parti social-démocrate (SDP) en juillet 2012. Il crée quelques mois plus tard le Front démocratique.

## Résultats électoraux

### Élections présidentielles
| Année | Rang | Candidat      | Votes   | %     | Représentant | Élu |
| ----- | ---- | ------------- | ------- | ----- | ------------ | --- |
| 2014  | 3e   | Emir Suljagić | 114 334 | 15.2% | Bosniaques   | Non |
| 2014  | 4e   | Anto Popović  | 7179    | 2.9%  | Croates      | Non |
| 2018  | 1er  | Željko Komšić | 225 500 | 52.6% | Croates      | Oui |
| 2022  | 1er  | Željko Komšić | 227 540 | 55.8% | Croates      | Oui |

### Élections législatives
| Année | Voix    | Rang | Sièges                    | Sièges              | Gouvernement                                    |
| Année | Voix    | Rang | Chambre des représentants | Chambre des peuples | Gouvernement                                    |
| ----- | ------- | ---- | ------------------------- | ------------------- | ----------------------------------------------- |
| 2014  | 150 767 | 4e   | 5 / 42                    | 1 / 15              | Gouvernement (2014-2015) Opposition (2015-2018) |
| 2018  | 96 180  | 6e   | 3 / 42                    | 1 / 15              | Gouvernement                                    |
| 2022  | 101 713 | 6e   | 3 / 42                    | 1 / 15              | Opposition                                      |